# Chuột đồng Blyth
Chuột đồng Blyth, tên khoa học Phaiomys leucurus là một loài động vật có vú, loài duy nhất trong chi Phaiomys, thuộc họ Cricetidae, bộ Gặm nhấm. Loài này được Blyth mô tả năm 1863. Chúng được tìm thấy ở Ấn Độ và Trung Quốc.